# Doullens
Doullens és un municipi francès situat al departament del Somme i a la regió dels Alts de França. L'any 2007 tenia 6.339 habitants.

## Demografia

### Població

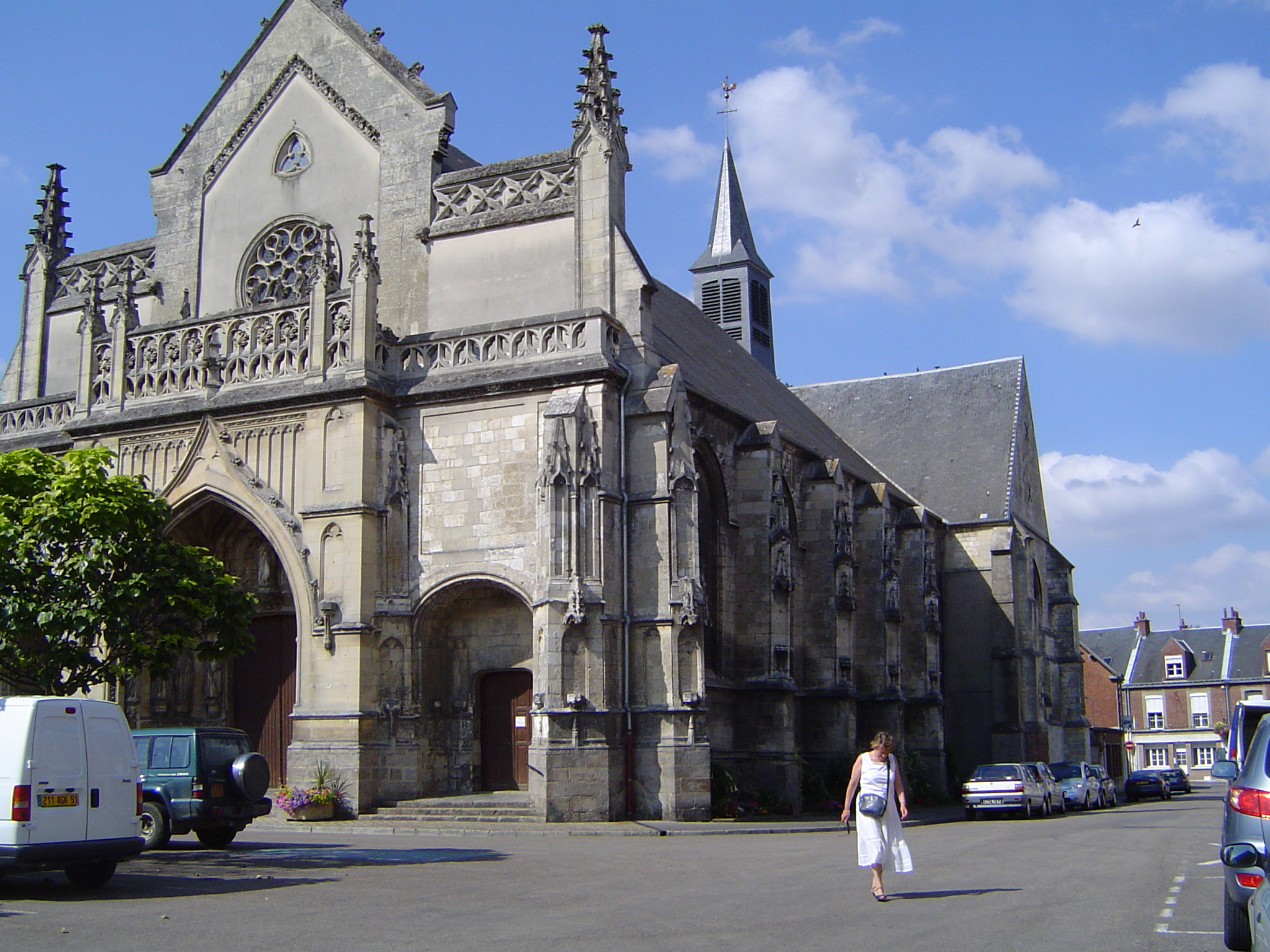
Església

El 2007 la població de fet de Doullens era de 6.339 persones. Hi havia 2.592 famílies de les quals 878 eren unipersonals (298 homes vivint sols i 580 dones vivint soles), 722 parelles sense fills, 706 parelles amb fills i 286 famílies monoparentals amb fills.

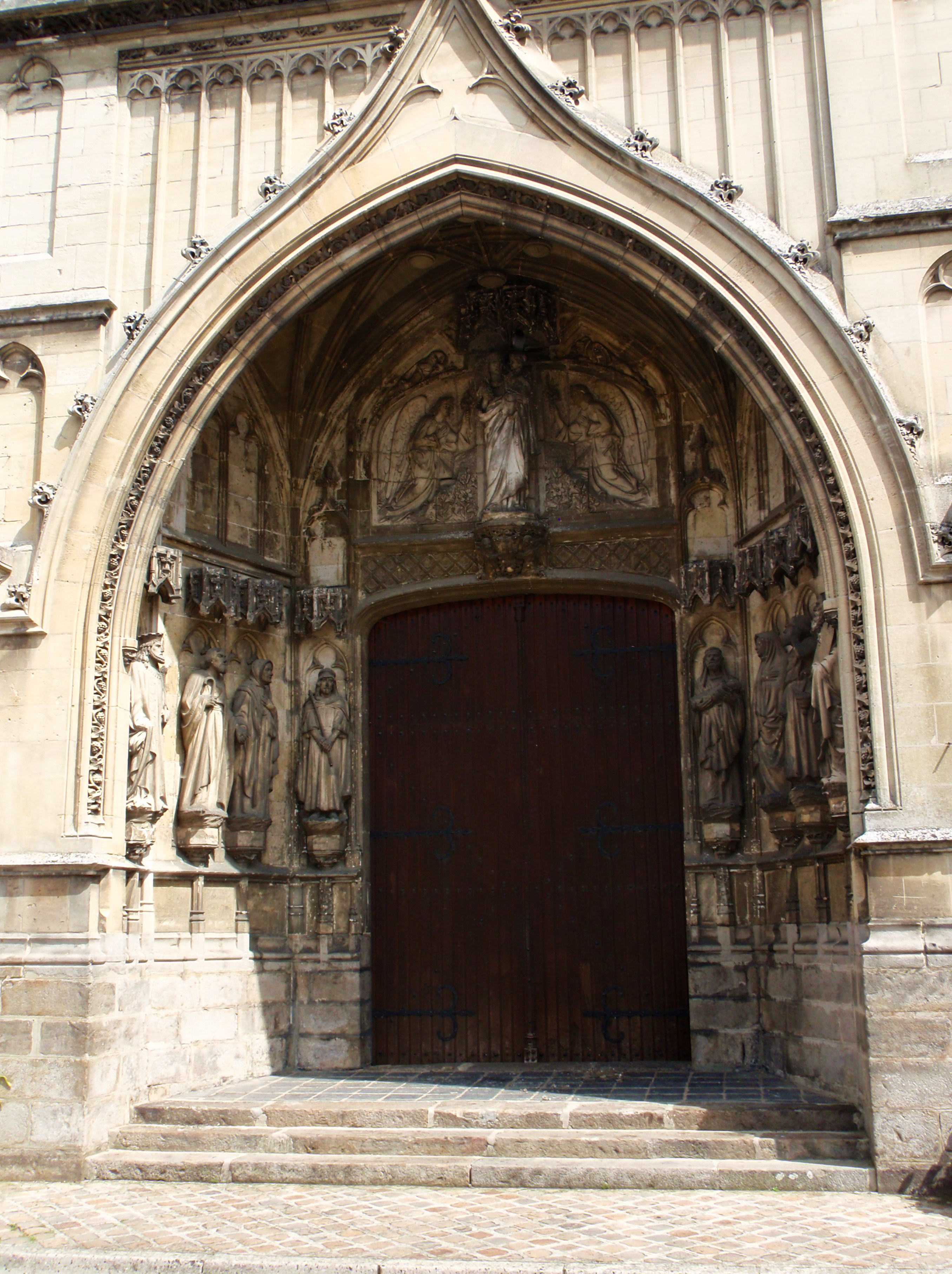

La població ha evolucionat segons el següent gràfic:
Habitants censats

### Habitatges

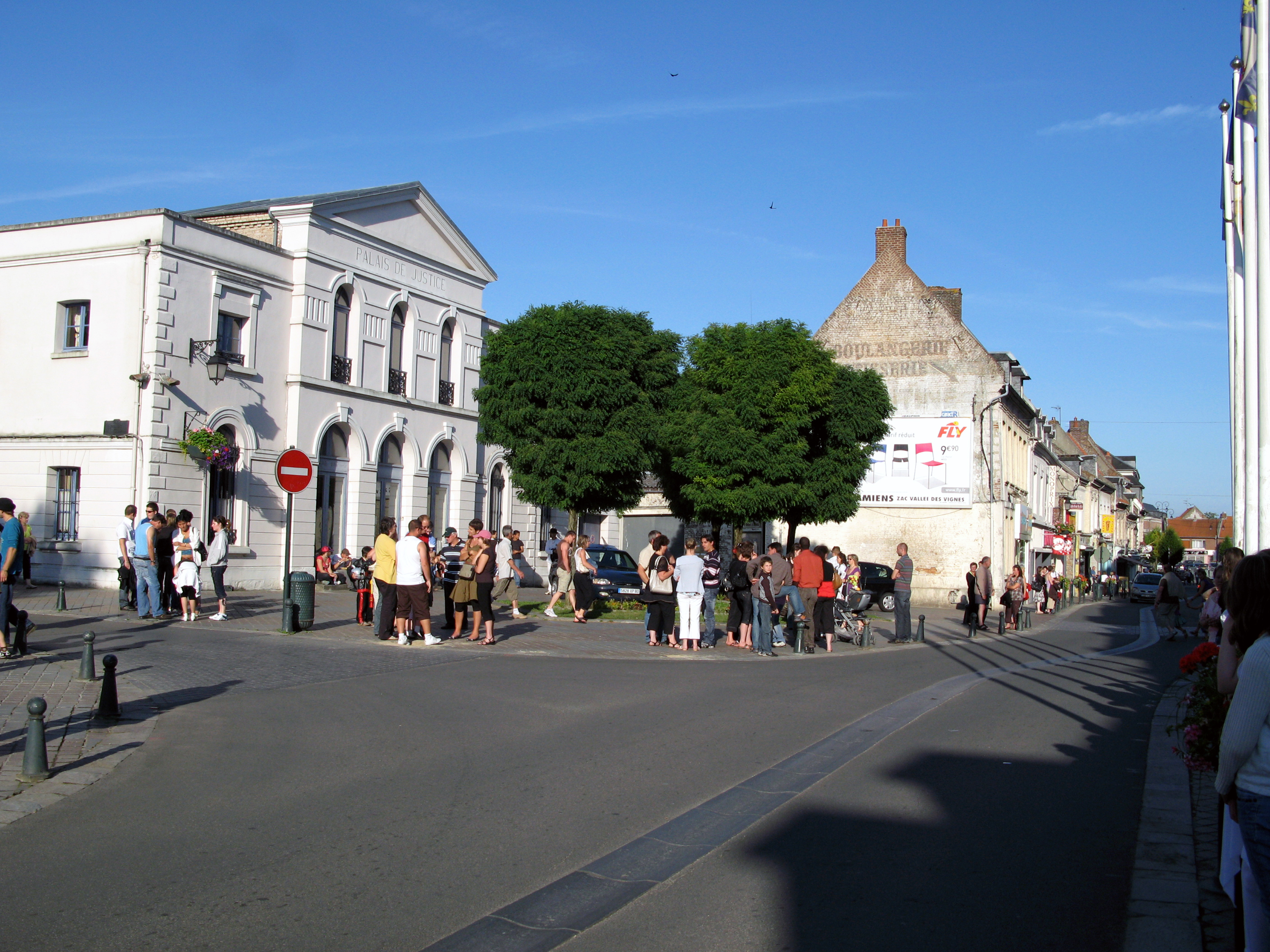

El 2007 hi havia 2.880 habitatges, 2.638 eren l'habitatge principal de la família, 23 eren segones residències i 220 estaven desocupats. 1.963 eren cases i 904 eren apartaments. Dels 2.638 habitatges principals, 1.282 estaven ocupats pels seus propietaris, 1.294 estaven llogats i ocupats pels llogaters i 62 estaven cedits a títol gratuït; 81 tenien una cambra, 271 en tenien dues, 574 en tenien tres, 696 en tenien quatre i 1.016 en tenien cinc o més. 1.269 habitatges disposaven pel capbaix d'una plaça de pàrquing. A 1.293 habitatges hi havia un automòbil i a 677 n'hi havia dos o més.

### Piràmide de població

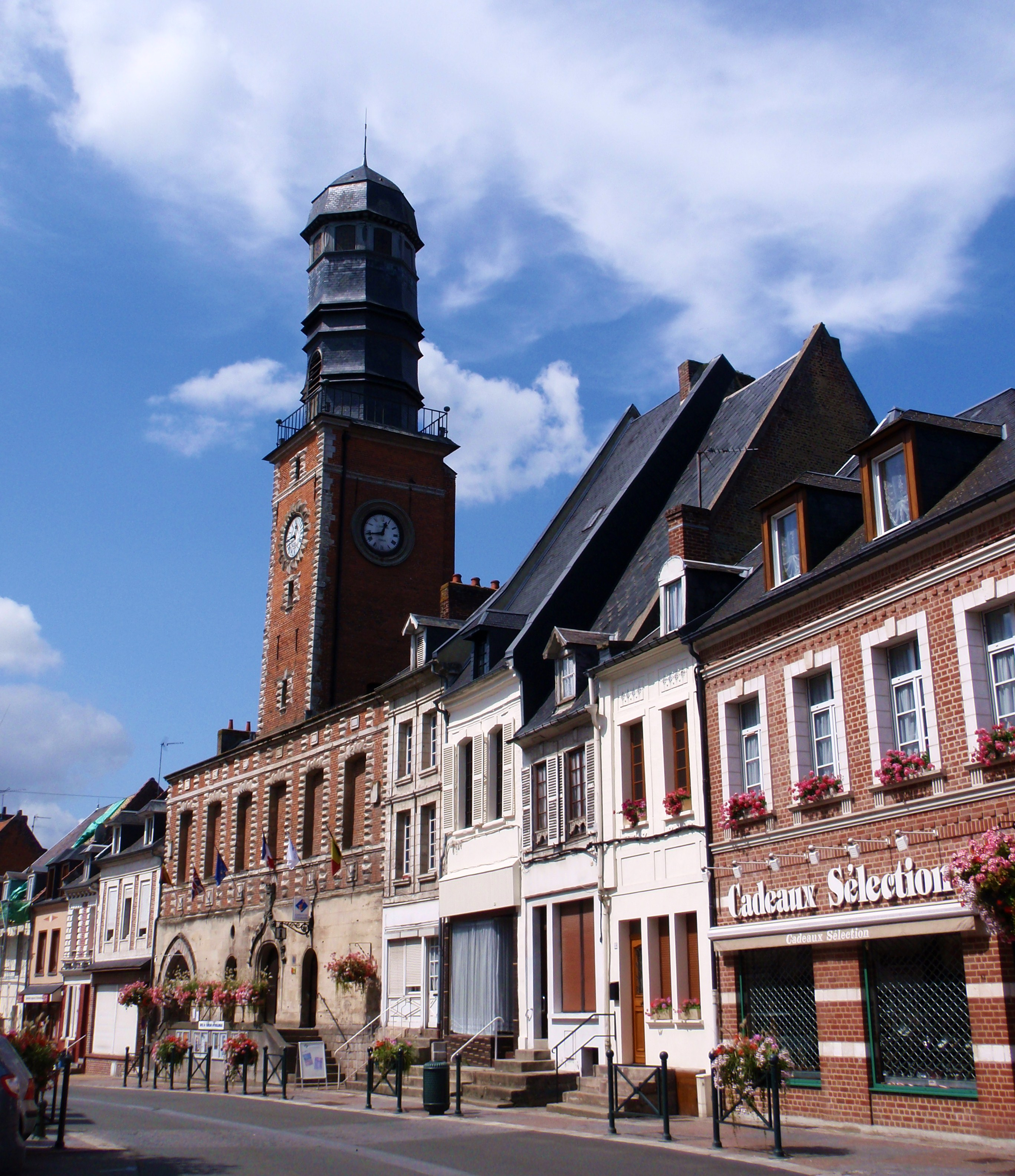
campanar

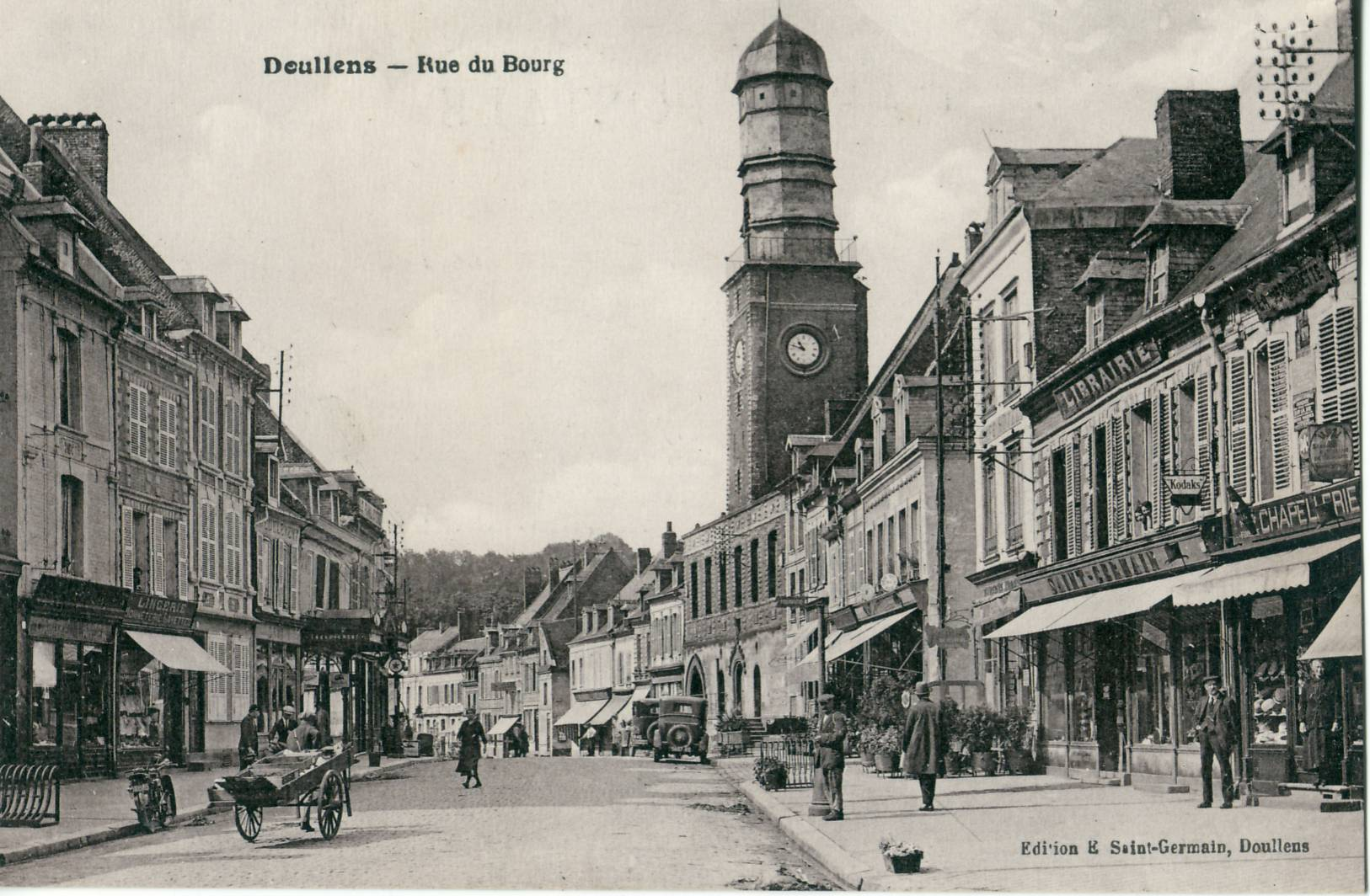

La piràmide de població per edats i sexe el 2009 era:
| Homes | Edats   | Dones |
| ----- | ------- | ----- |
| 4     | 95 o +  | 24    |
| 8     | 90 a 94 | 56    |
| 36    | 85 a 89 | 96    |
| 20    | 80 a 84 | 60    |
| 68    | 75 a 79 | 124   |
| 104   | 70 a 74 | 160   |
| 196   | 65 a 69 | 224   |
| 108   | 60 a 64 | 188   |
| 148   | 55 a 59 | 120   |
| 176   | 50 a 54 | 156   |
| 188   | 45 a 49 | 224   |
| 192   | 40 a 44 | 208   |
| 212   | 35 a 39 | 192   |
| 224   | 30 a 34 | 256   |
| 268   | 25 a 29 | 232   |
| 224   | 20 a 24 | 204   |
| 204   | 15 a 19 | 217   |
| 228   | 10 a 14 | 244   |
| 196   | 5 a 9   | 180   |
| 168   | 0 a 4   | 172   |

## Economia

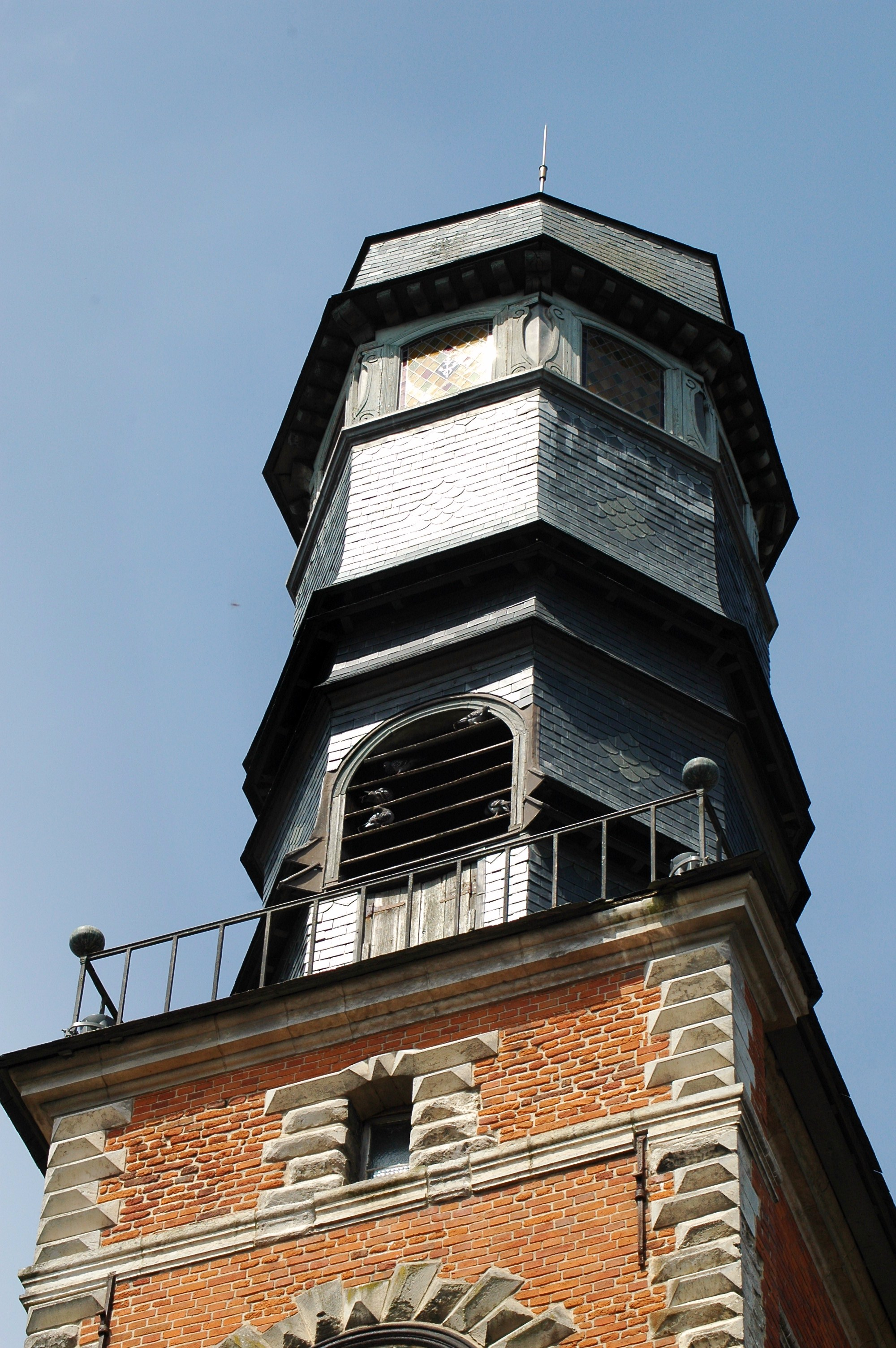

El 2007 la població en edat de treballar era de 3.968 persones, 2.705 eren actives i 1.263 eren inactives. De les 2.705 persones actives 2.149 estaven ocupades (1.160 homes i 989 dones) i 557 estaven aturades (299 homes i 258 dones). De les 1.263 persones inactives 377 estaven jubilades, 367 estaven estudiant i 519 estaven classificades com a «altres inactius».

### Ingressos
El 2009 a Doullens hi havia 2.656 unitats fiscals que integraven 6.185 persones, la mediana anual d'ingressos fiscals per persona era de 14.210 €.

### Activitats econòmiques
Dels 333 establiments que hi havia el 2007, 5 eren d'empreses extractives, 6 d'empreses alimentàries, 3 d'empreses de fabricació de material elèctric, 1 d'una empresa de fabricació d'elements pel transport, 13 d'empreses de fabricació d'altres productes industrials, 24 d'empreses de construcció, 97 d'empreses de comerç i reparació d'automòbils, 8 d'empreses de transport, 28 d'empreses d'hostatgeria i restauració, 4 d'empreses d'informació i comunicació, 25 d'empreses financeres, 8 d'empreses immobiliàries, 33 d'empreses de serveis, 52 d'entitats de l'administració pública i 26 d'empreses classificades com a «altres activitats de serveis».
Dels 87 establiments de servei als particulars que hi havia el 2009, 1 era una oficina d'administració d'Hisenda pública, 2 oficines del servei públic d'ocupació, 1 gendarmeria, 1 oficina de correu, 8 oficines bancàries, 3 funeràries, 9 tallers de reparació d'automòbils i de material agrícola, 1 taller d'inspecció tècnica de vehicles, 1 autoescola, 5 paletes, 3 guixaires pintors, 4 fusteries, 6 lampisteries, 1 electricista, 1 empresa de construcció, 11 perruqueries, 5 veterinaris, 1 agència de treball temporal, 16 restaurants, 2 agències immobiliàries, 1 tintoreria i 4 salons de bellesa.
Dels 46 establiments comercials que hi havia el 2009, 4 eren supermercats, 1 una gran superfície de material de bricolatge, 1 una botiga de més de 120 m², 4 fleques, 2 carnisseries, 1 una botiga de congelats, 2 llibreries, 11 botigues de roba, 1 una botiga de roba, 2 sabateries, 1 una sabateria, 1 una botiga d'electrodomèstics, 3 botigues de material esportiu, 1 una botiga de material esportiu, 2 drogueries, 1 una perfumeria i 8 floristeries.
L'any 2000 a Doullens hi havia 38 explotacions agrícoles que ocupaven un total de 2.725 hectàrees.

## Equipaments sanitaris i escolars

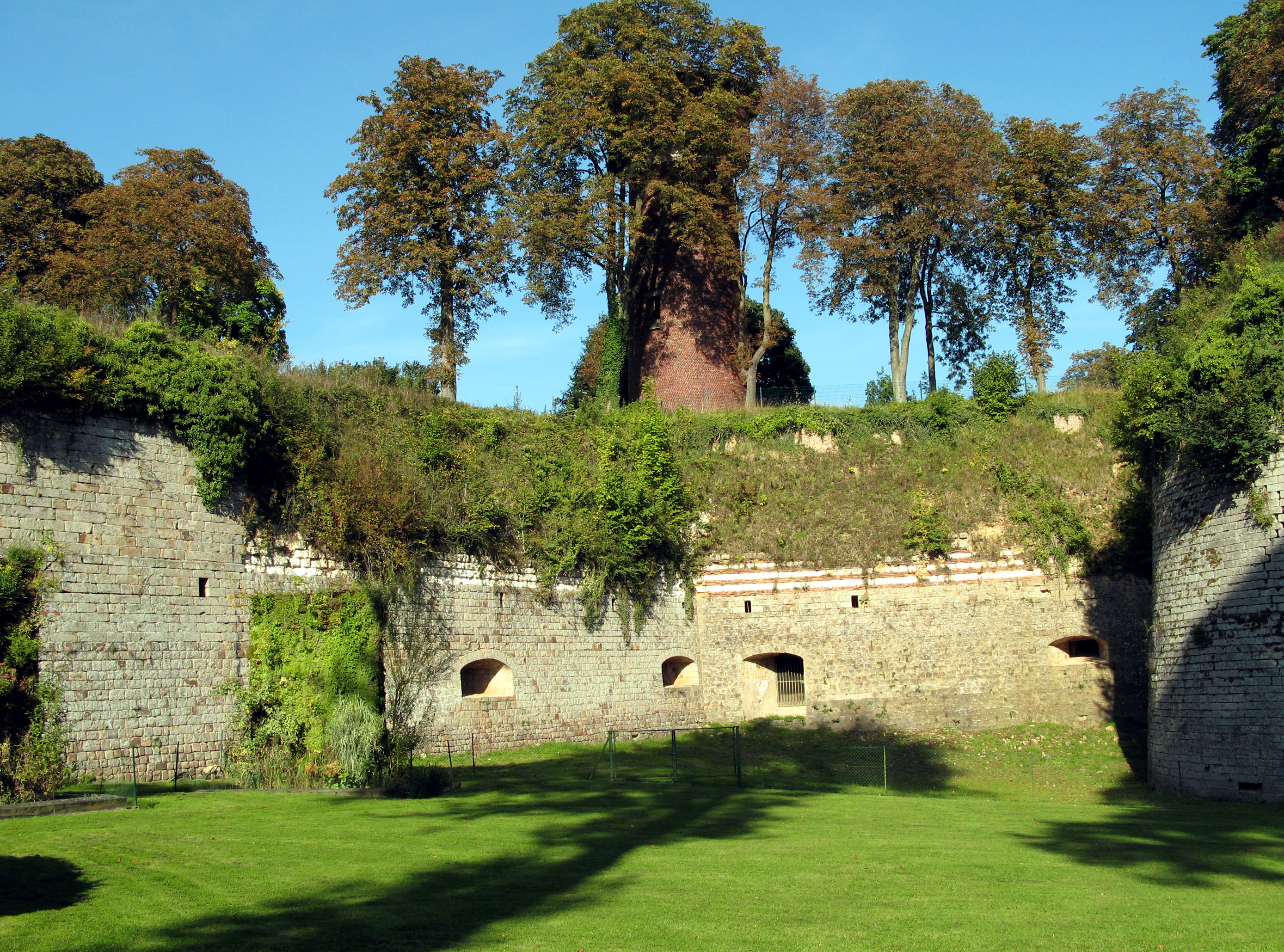
ciutadella

El 2009 hi havia 1 hospital de tractaments de curta durada, 1 hospital de tractaments de mitja durada (seguiment i rehabilitació), 1 un hospital de tractaments de llarga durada, 1 centre d'urgències, 1 maternitat, 3 farmàcies i 4 ambulàncies.
El 2009 hi havia 2 escoles maternals i 3 escoles elementals. A Doullens hi havia 2 col·legis d'educació secundària, 2 liceus d'ensenyament general i 1 liceu tecnològic. Als col·legis d'educació secundària hi havia 972 alumnes, als liceus d'ensenyament general n'hi havia 873 i als liceus tecnològics 307.

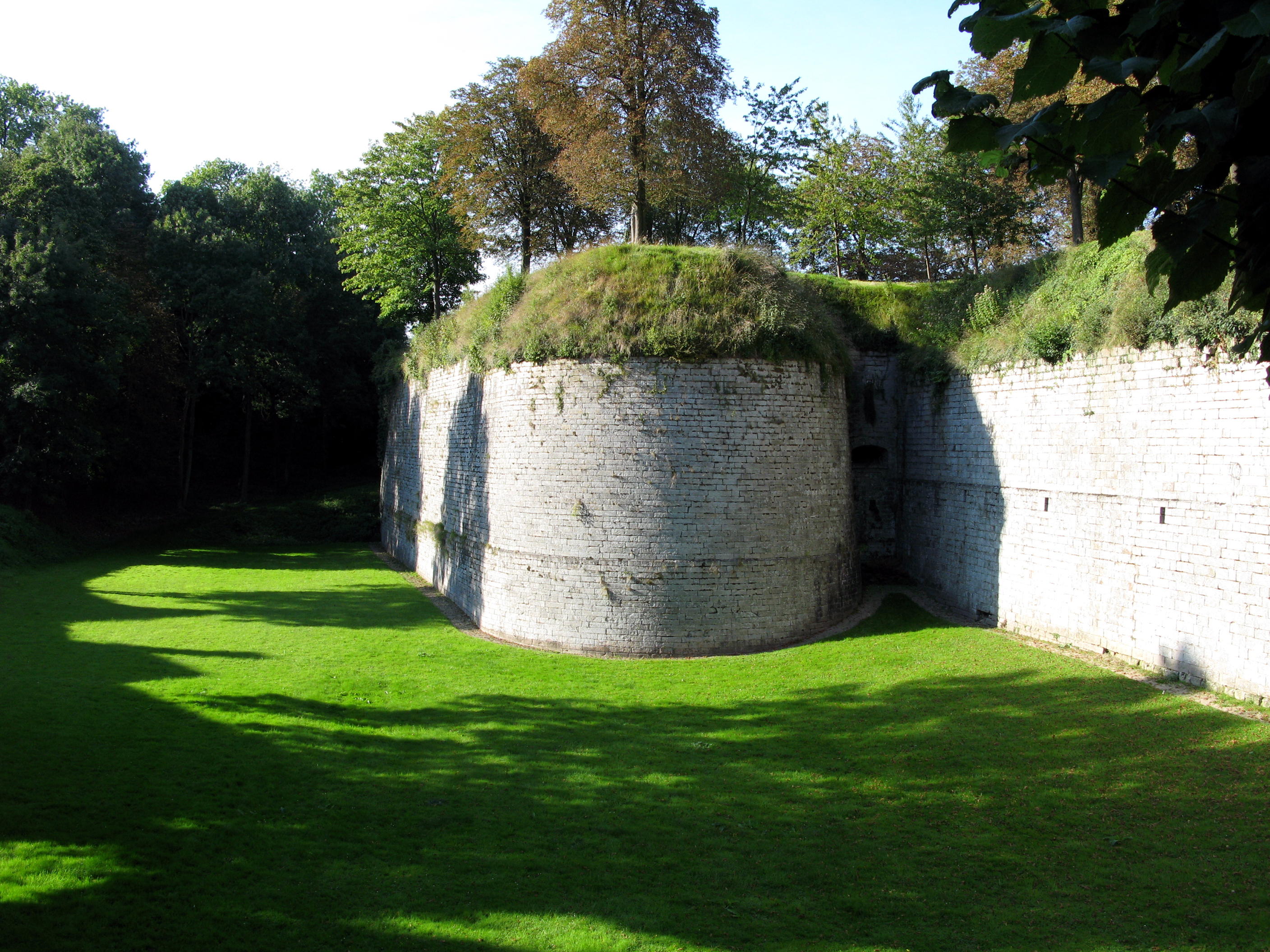

## Poblacions més properes

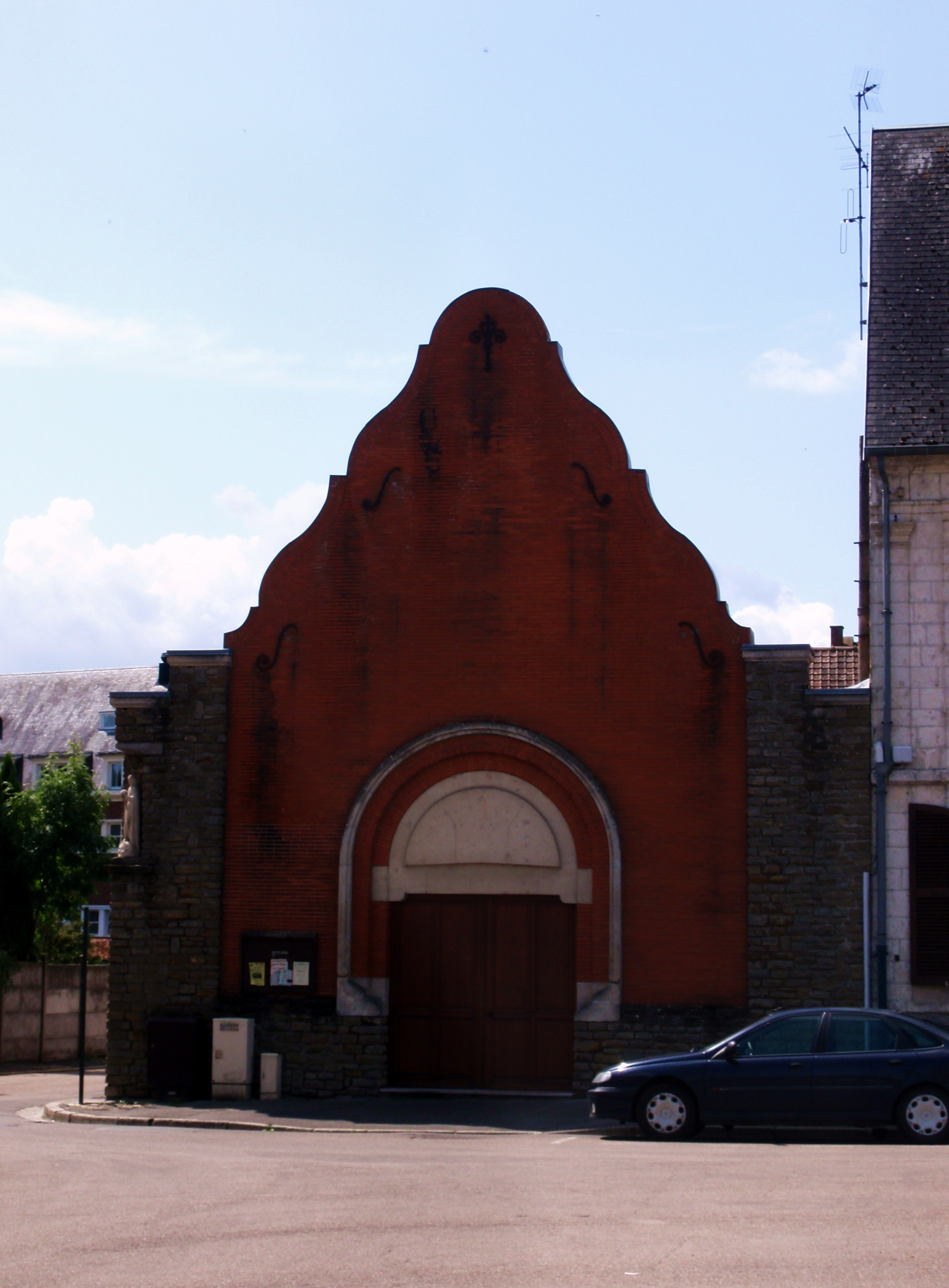

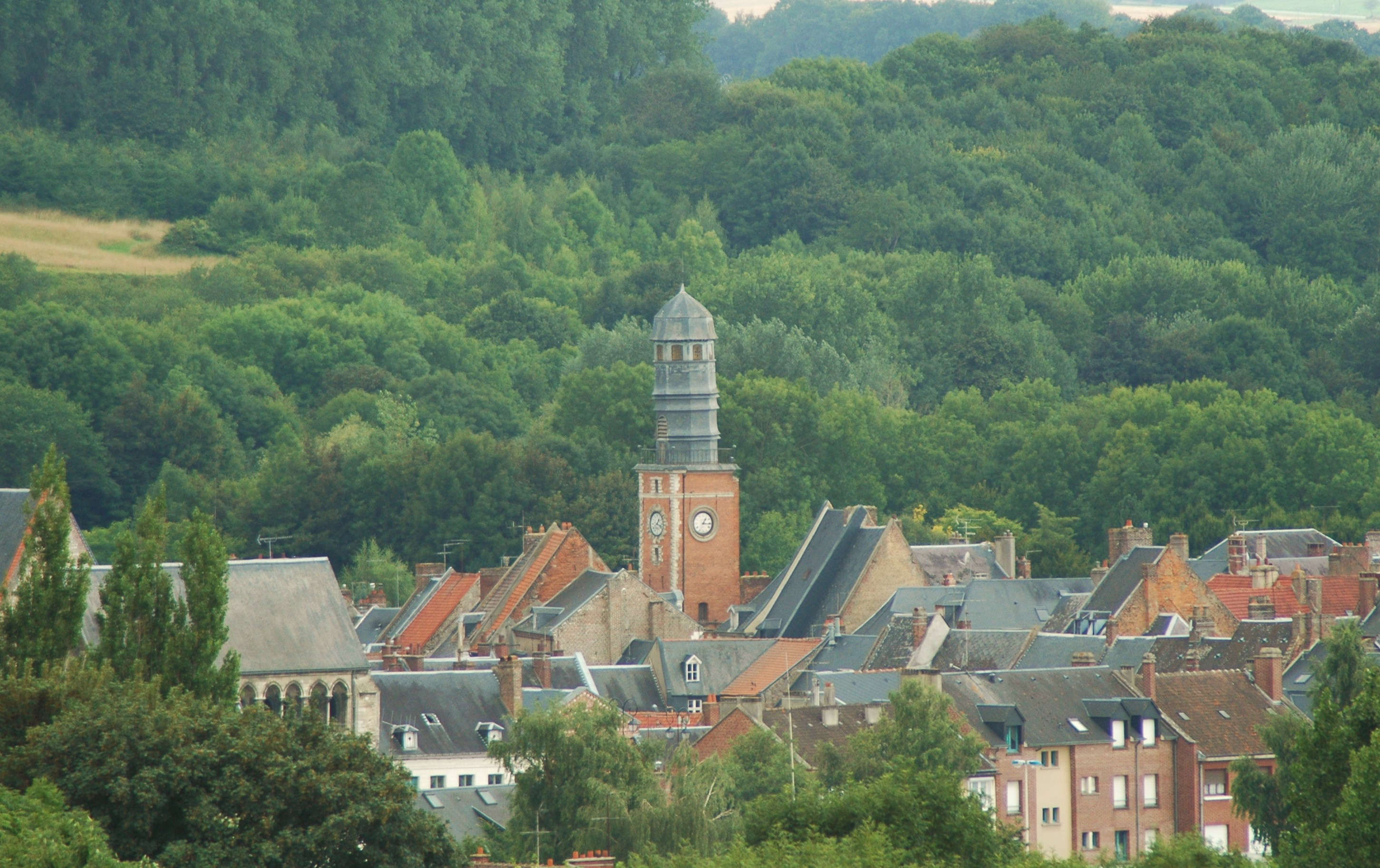

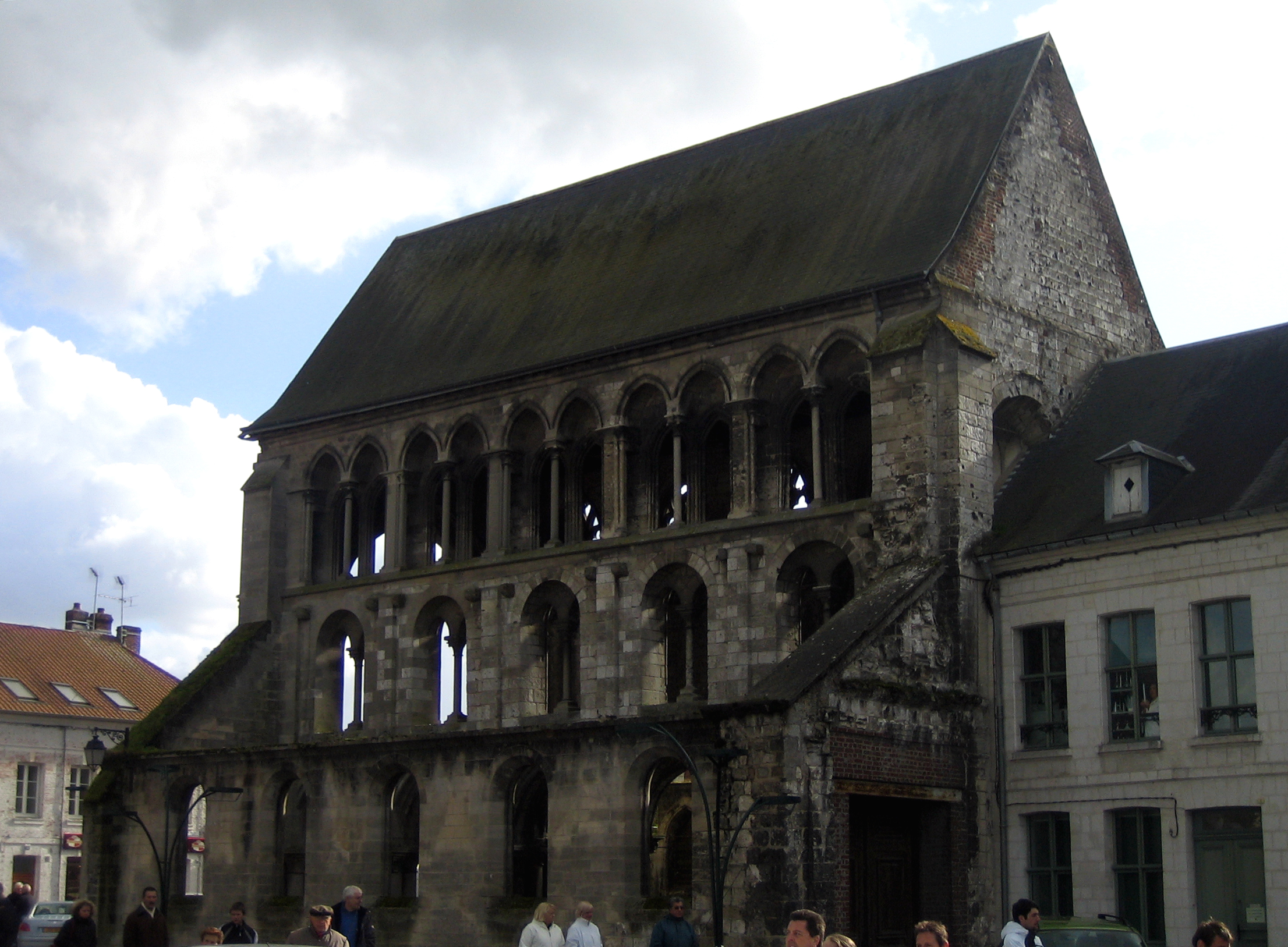

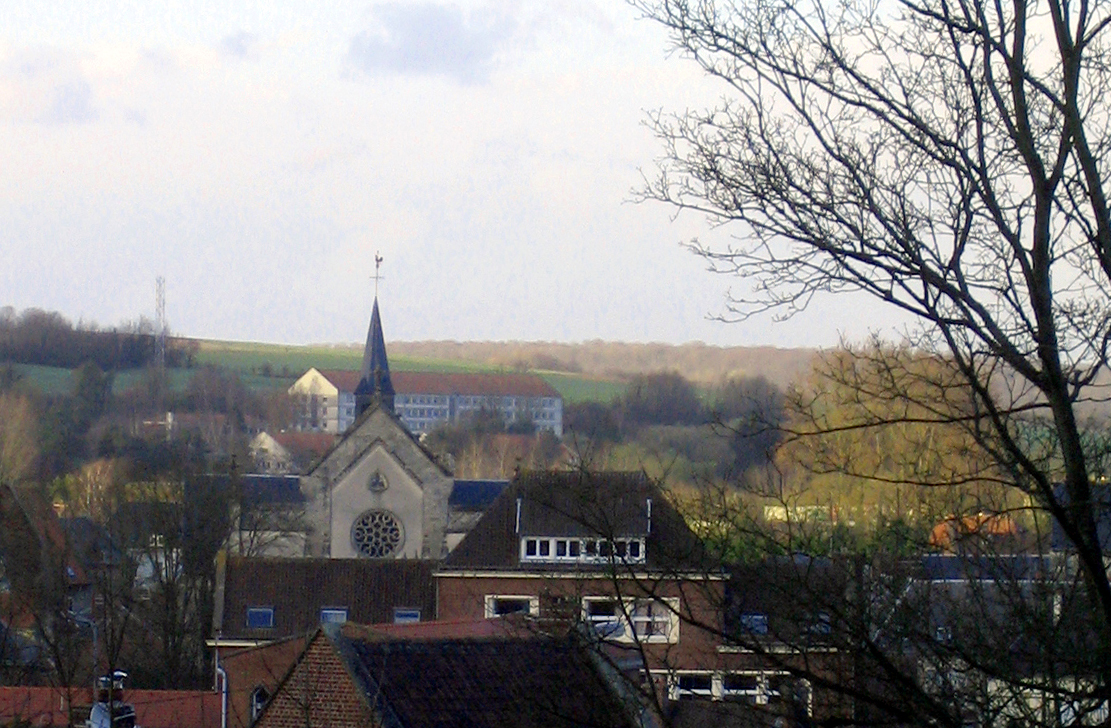

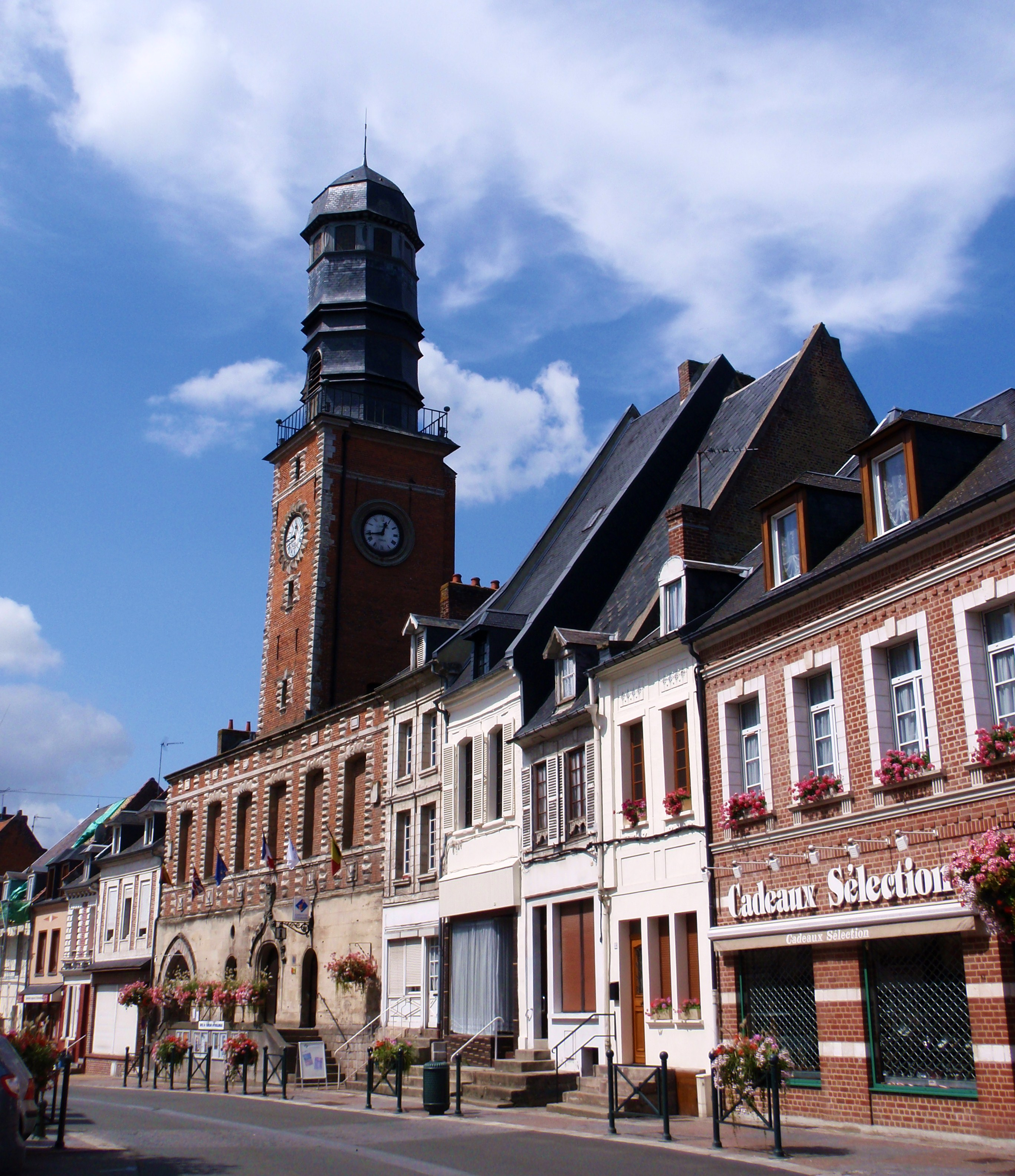

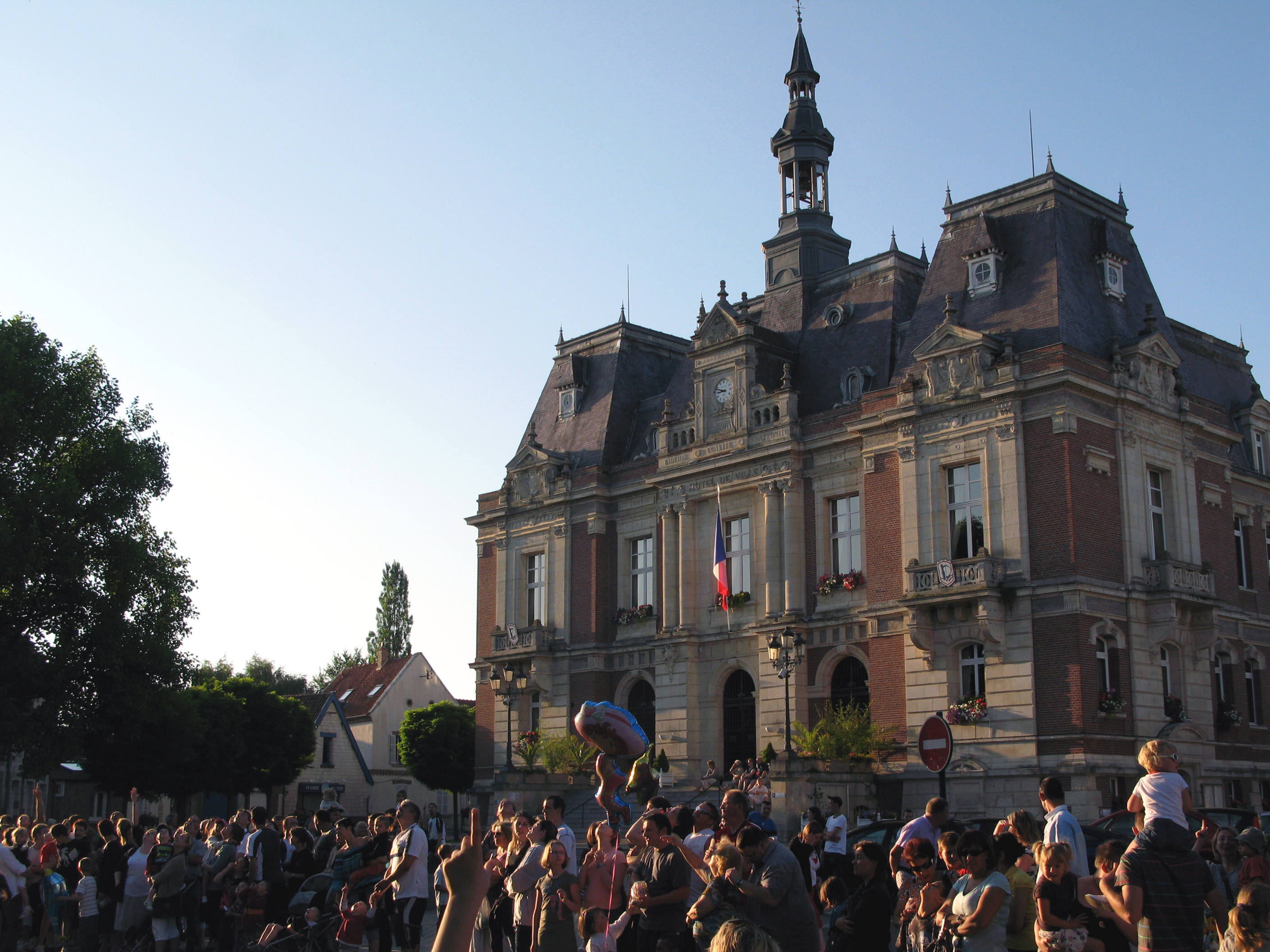

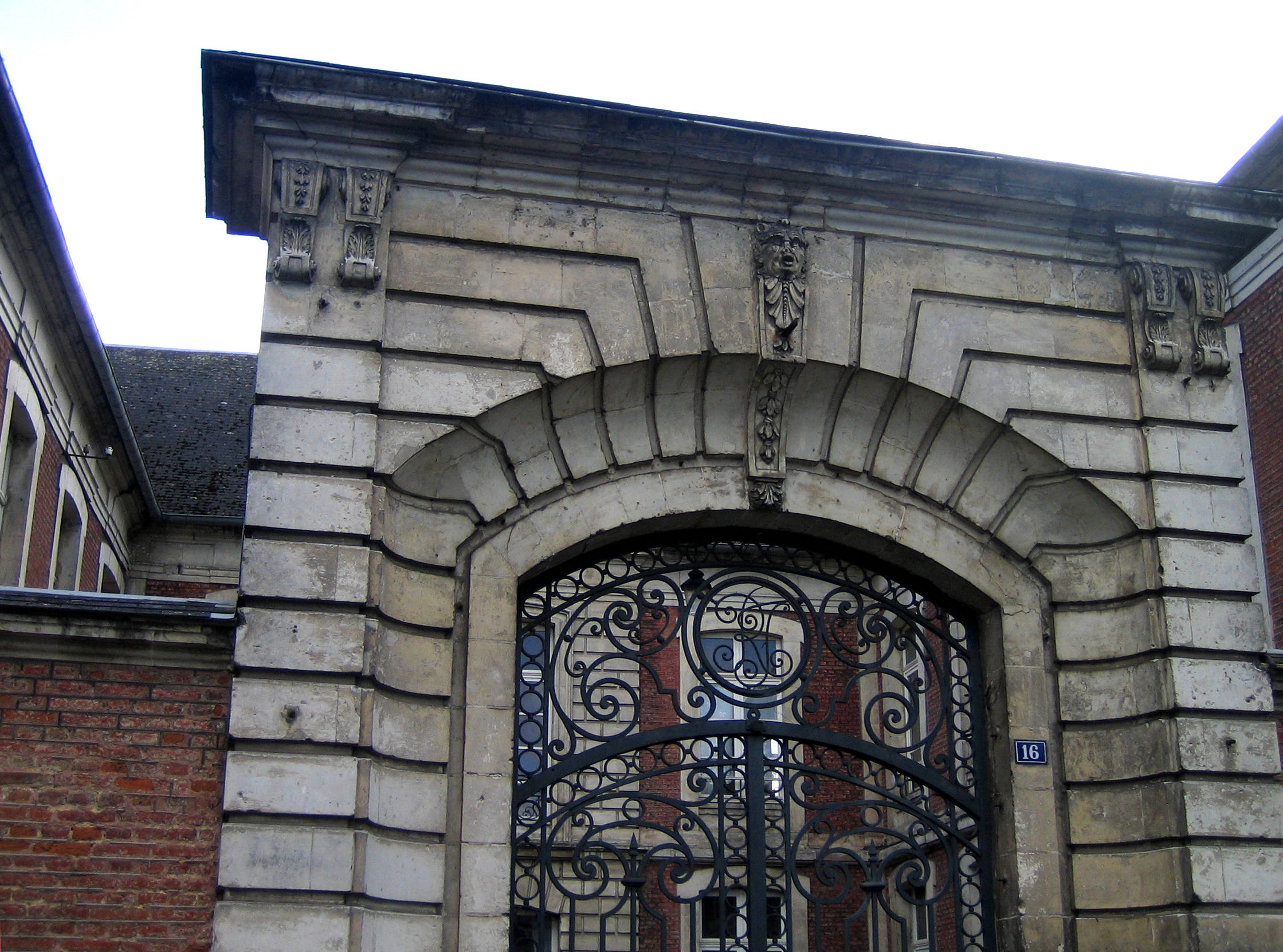

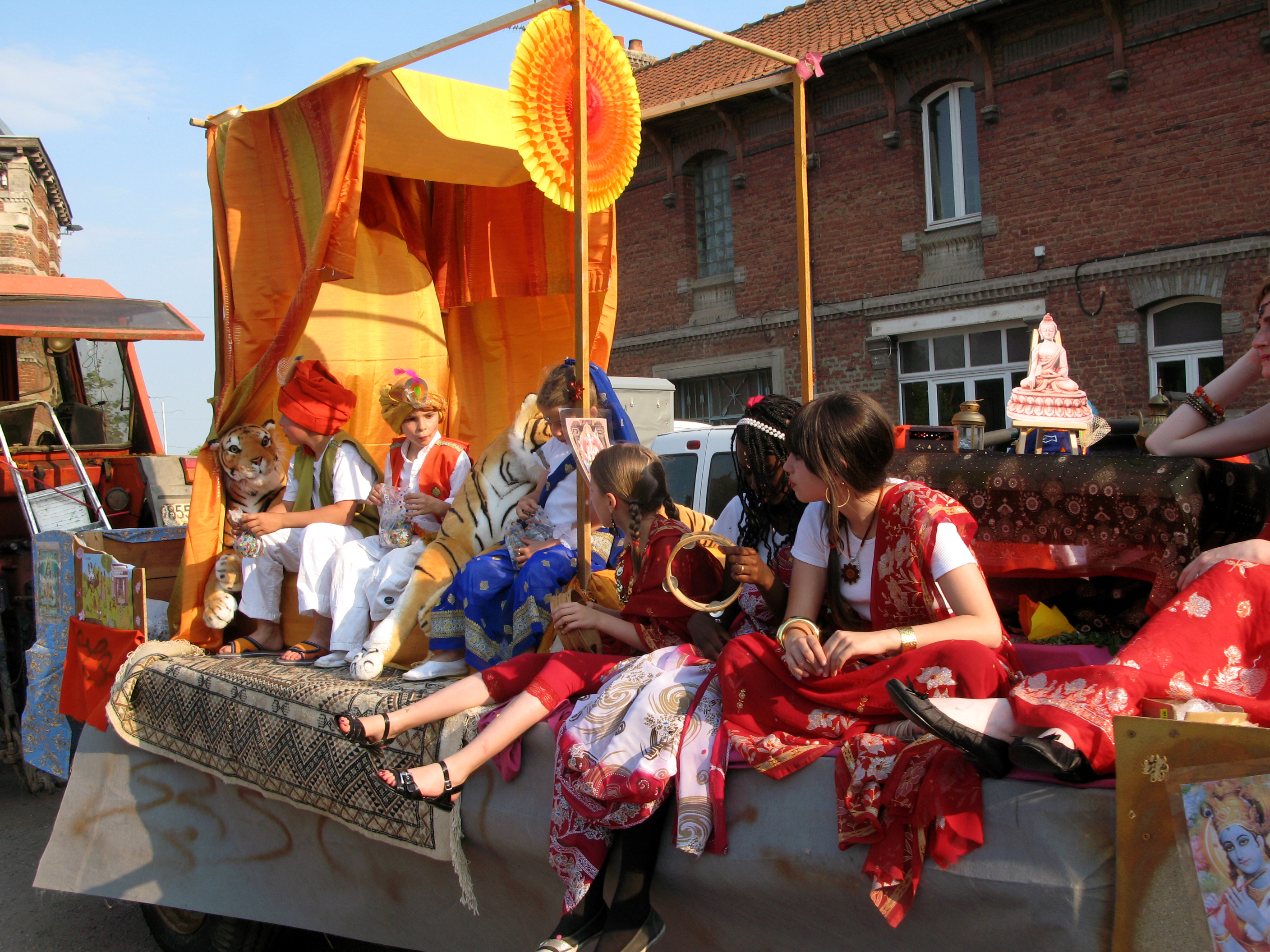

El següent diagrama mostra les poblacions més properes.